# Svit Sešlar
Svit Sešlar, slovenski nogometaš, * 9. januar 2002, Maribor.
Sešlar je profesionalni nogometaš, ki igra na položaju vezista. Od leta 2023 je član turškega kluba Eyüpspor, od leta 2024 je tudi član slovenske reprezentance. Pred tem je igral za slovenske klube Dravo Ptuj, Olimpijo in Krko. Skupno je v prvi slovenski ligi odigral 73 tekem in dosegel 12 golov za Olimpijo, s katero je osvojil naslov slovenskega državnega prvaka v sezoni 2022/23 ter slovenski pokal v letih 2021 in 2023. Bil je tudi član slovenske reprezentance do 16, 18, in 21 let.
Njegov oče je Simon Sešlar, nekdanji nogometaš in slovenski reprezentant.